# Brama Frydlandzka

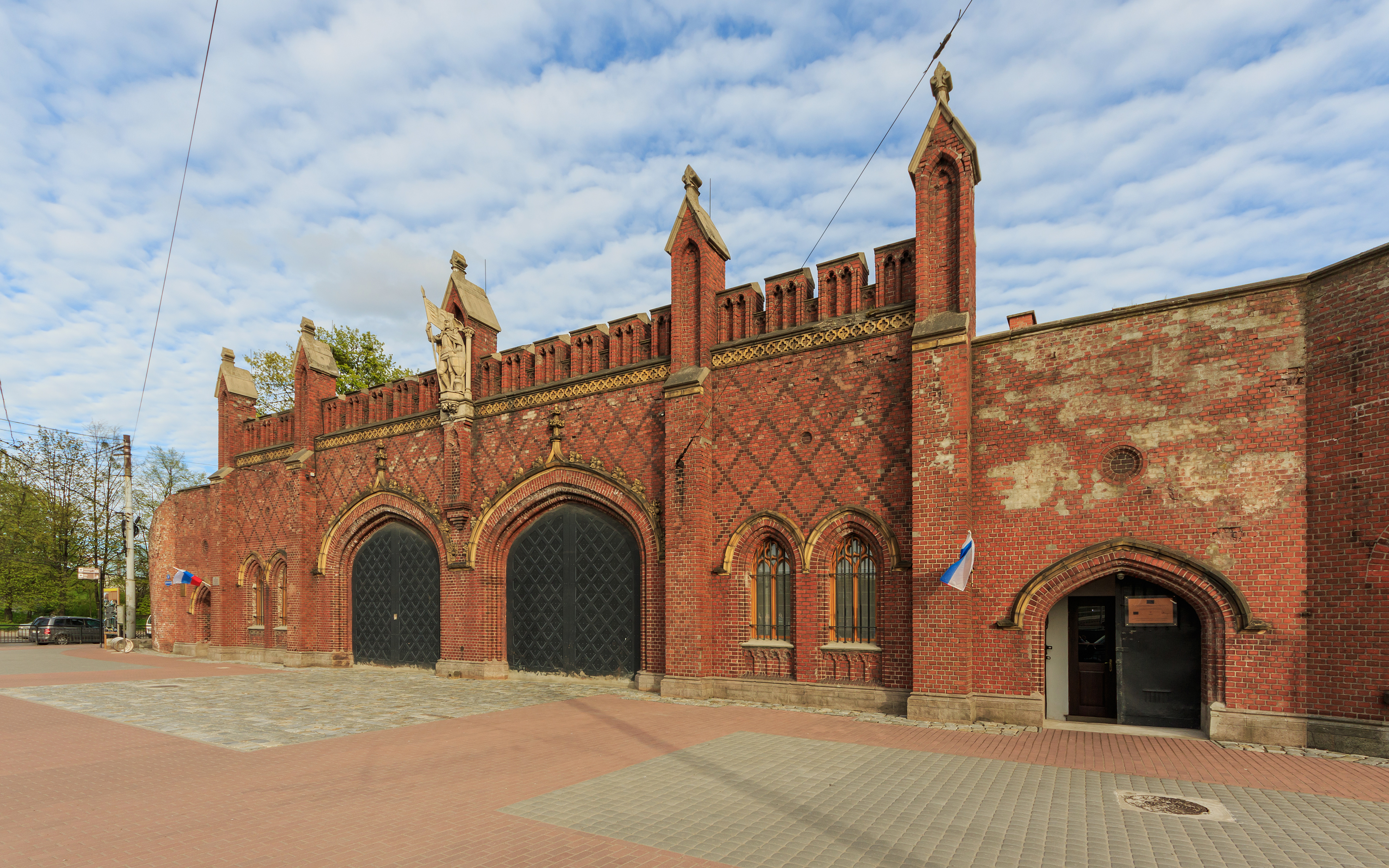
Brama Frydlandzka w 2017 r.

Brama Frydlandzka w Królewcu (niem. Friedländer Tor, ros. Фридландские ворота) – królewiecka, dwuprzelotowa brama komunikacyjna, w twierdzy królewieckiej, zorientowana, podobnie jak Brama Brandenburska, w kierunku południowym. Prowadziła do Pruskiej Iławy.
Pierwszą drewnianą bramę w tym miejscu zbudowano w 1657 roku; za rządów Fryderyka Wielkiego zbudowano bramę murowaną, zaś w 1852 roku, wraz z przebudową Twierdzy Królewiec, zbudowano obecną bramę.
Obecnie oba przepusty w bramie są zamurowane.